# Força Aèria de Tunísia
La Força Aèria de Tunísia (Al Quwwat al-Jawwiya al-Jamahiriyah At'Tunisia) és la part de les Forces Armades de Tunísia que tenen com a missió la vigilància dels cels del país.

## Història
Es va constituir coma branca de les forces armades el 1959 però no va disposar de cap aparell fins al 1960. En aquest any va rebre 8 aparells Saab 91 de Suècia, i després se'n van adquirir set més; el 1961 es van adquirir dos helicòpters Alouette 2. El 1963 França li va entregar tres MD315 i dotze T-6 Harvards. El 1965 va adquirir 8 aparells MB326, el 1969 dotze F-86 americans. Els Saab primitius foren substituïts per dotze SF-260WT el 1974. El 1975 va adquirir 10 A-4, però per substituir els F-86 es van comprar MB326 més barats; també es van adquirir dos helicòpters UH-1H i dos aparells UH-1N, seguits de 16 AB205 italians el 1980. Uns anys després es van comprar quatre AB412.
L'aviació disposa actualment de tres mil cinc-cents soldats en servei. Estan equipats amb material lleuger i vint-i-nou avions de combat (12 F-5E i tres F-5 americans, i 14 MB326), i quinze helicòpters armats. Aparells de transport disposa de vuit AMARC C-130B i tres C-130H.
És una força molt petita considerant el territori i població del país. Té estructura d'esquadró de vol i disposa de quatre bases: Bizerta/Sidi Ahmed, Gafsa, Bizerta/La Karouba i Sfax).